# Gaujac (Òlt i Garona)
Gaujac (en francès Gaujac) és un municipi francès situat al departament d'Òlt i Garona i a la regió de la Nova Aquitània.

## Demografia
| 1962                                       | 1968 | 1975 | 1982 | 1990 | 1999 | 2007 |
| ------------------------------------------ | ---- | ---- | ---- | ---- | ---- | ---- |
| 388                                        | 392  | 378  | 396  | 317  | 303  | 292  |
| Des de 1962: població sense dobles comptes |      |      |      |      |      |      |

## Administració
| Període   | Identitat                | Partit |
| --------- | ------------------------ | ------ |
| 1983-2008 | Robert Péré              |        |
| 2008-     | Jean-François Thoumazeau |        |